# Giulio Acquaviva d’Aragona
Giulio Acquaviva d’Aragona (ur. w 1546 w Neapolu, zm. 21 lipca 1574 w Rzymie) – włoski kardynał.

## Życiorys
Urodził się w  roku w Neapolu, jako syn Giovanniego Girolama Acquaviva d'Aragony i Margherity Pio di Carpi (jego braćmi byli Ottavio i Rudolf). Po przybyciu do Rzymu został referendarzem Najwyższego Trybunału Sygnatury Apostolskiej. Został wysłany do Hiszpanii, by nakłonić Filipa II do zachowania niezależności i jurysdykcji kościelnej, której zagrażali władcy Mediolanu (jego misja zakończyła się sukcesem). 17 maja 1570 roku został kreowany kardynałem diakonem i otrzymał diakonię San Teodoro. Zmarł 21 lipca 1574 roku w Rzymie.